# Kendallville
Kendallville is een plaats (city) in de Amerikaanse staat Indiana, en valt bestuurlijk gezien onder Noble County.

## Demografie
Bij de volkstelling in 2000 werd het aantal inwoners vastgesteld op 9616.
In 2006 is het aantal inwoners door het United States Census Bureau geschat op 10.199, een stijging van 583 (6.1%).

## Geografie
Volgens het United States Census Bureau beslaat de plaats een oppervlakte van
13,8 km², waarvan 13,2 km² land en 0,6 km² water. Kendallville ligt op ongeveer 293 m boven zeeniveau.

## Plaatsen in de nabije omgeving
De onderstaande figuur toont nabijgelegen plaatsen in een straal van 16 km rond Kendallville.